# Nicefor Melissen
Nicefor Melissen (gr. Νικηφόρος Μελισσηνός, ur. ok. 1045, zm. 17 listopada 1104) – bizantyński arystokrata, uzurpator w latach 1080-1081.

## Życiorys
Pochodził z Azji Mniejszej z rodu Burtzesów po matce z Melissenosów. W 1080 zbuntował się przeciw Niceforowi III Botaniatesowi. Przy pomocy tureckiej opanował dużą część Azji Mniejszej. Nowemu władcy, który był jego szwagrem Aleksemu I Komnenowi proponował podział cesarstwa. Ostatecznie przystał jedynie na tytuł cezara i prawo do zarządu nad Tesalonika. Następnie uczestnik wojen prowadzonych przez Aleksego I Komnena.